# Chimarra lorengau
Chimarra lorengau là một loài Trichoptera trong họ Philopotamidae. Chúng phân bố ở miền Australasia.